# Diapterobates rotundocuspidatus
Diapterobates rotundocuspidatus är en kvalsterart som beskrevs av Shaldybina 1970. Diapterobates rotundocuspidatus ingår i släktet Diapterobates och familjen Humerobatidae. Inga underarter finns listade i Catalogue of Life.